# Anirudh Kumar
Anirudh Gulia Kumar (ur. 2002) – indyjski zapaśnik walczący w stylu wolnym. Zajął czternaste miejsce na mistrzostwach świata w 2021. Brązowy medalista mistrzostw Azji w 2023 roku. 
Trzeci na MŚ kadetów w 2019 i juniorów w 2021 roku.